# Inuus
Inuus – jedno z najstarszych bóstw latyńskich, opiekujący się wraz z Pales stadami bydła. W późniejszych okresie utożsamiony został z Faunem.